# Bruno Adams
Bruno Adams (* 2. September 1963 in Bacchus Marsh, Victoria; † 18. April 2009 in Berlin, Deutschland; eigentlich Bruce Adams) war ein australischer Sänger, Songwriter und Musiker.

## Leben

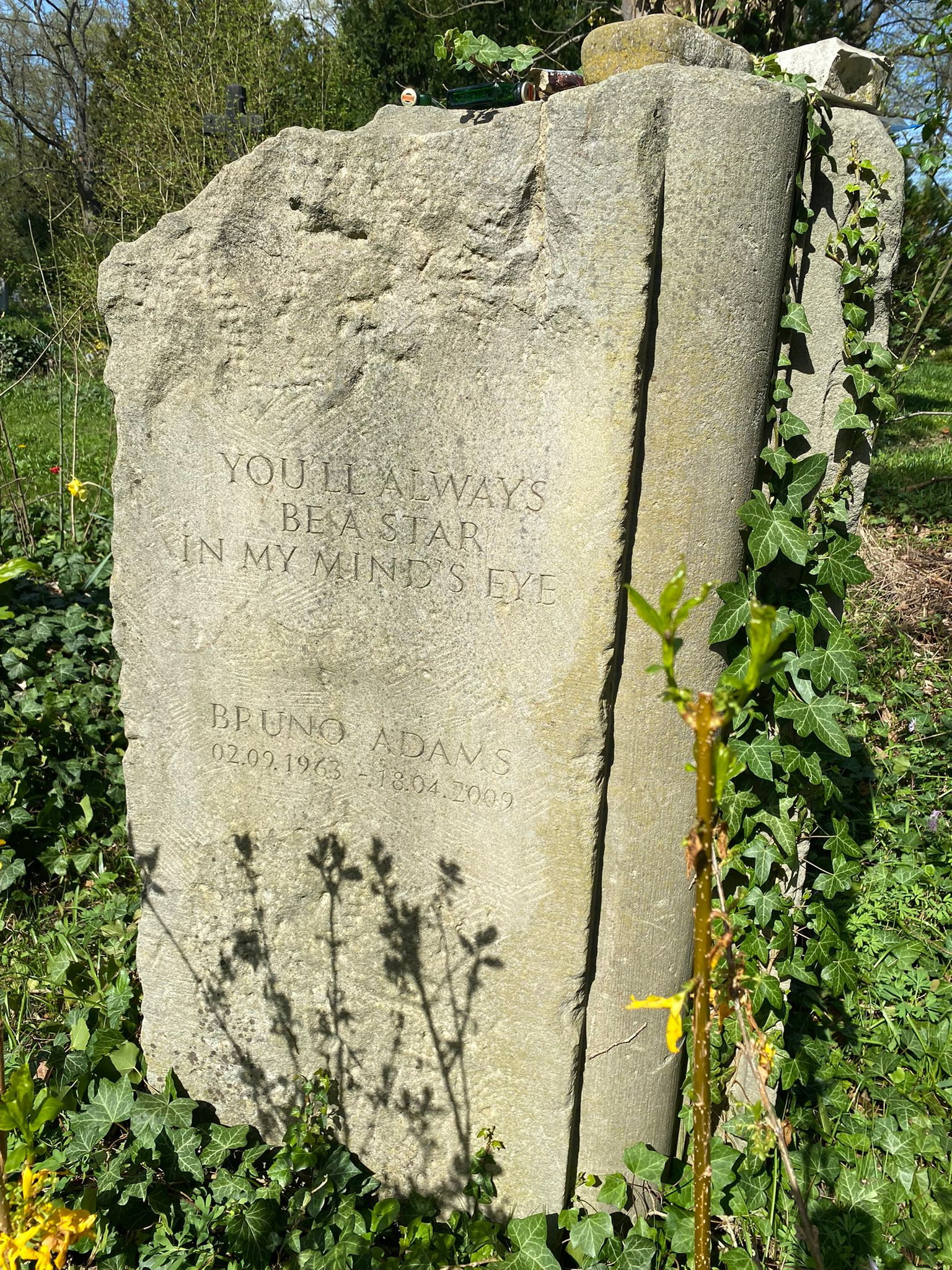
Grabstätte auf dem Luisenstädtischen Friedhof

1984 gründete Adams seine Band Once Upon a Time. Sie spielte von 1985 bis 1988 in Clubs in Melbourne. 1989 spielte Once Upon a Time mit Nick Cave and The Bad Seeds auf deren The-Good-Son-Europa-Tour und ließ sich in Berlin nieder. Eine weitere Europa-Tour folgte, diesmal mit den Swans.
Ihr erstes Album Once Upon a Time (nach dem Bandnamen) veröffentlichte sie 1990. Zwei Jahre darauf folgte In the Blink of an Eye, das Mick Harvey, auch Schlagzeuger von Nick Cave and The Bad Seeds, produzierte.
Ihr letztes Album, Don’t Look Down, erschien 1994.
Mit Phil Shoenfelt und Chris Hughes, dem Drummer von Once Upon a Time, gründete Adams 1996 die Band Fatal Shore. Anlass hierfür war eine Tour für das kriegsverwüstete Bosnien-Herzegowina.
Zusammen veröffentlichten sie drei Alben, das letzte, Real World, erschien 2007 beim Hamburger Label Amboss Recordings.
Einen „Gastgesangsauftritt“ hatte Bruno Adams auf And.Ypsilons Song „Return Of The Lovers“ auf dessen Album „Y-Files“ (2003).
Adams erlag am Morgen des 18. April 2009 einem Krebsleiden. Seine letzte Ruhestätte erhielt er auf dem Luisenstädtischen Friedhof.

## Diskografie
mit Once Upon a Time
- 1990: Once Upon a Time (LP)
- 1992: In The Blink Of An Eye (CD)
- 1994: Don’t Look Down (CD)

mit Fatal Shore
- 1997: The Fatal Shore (CD)
- 2003: Free Fall (CD)
- 2007: Real World (CD)
- 2009: Bird On A Wire (EP - Download)
- 2011: Setting The Sails For El Dorado (CD)

Weitere
- 2002: Various Artists „Sodbrenner“ (mit Infamis „Heißer Sand“, Vocals)
- 2003: And.Ypsilon „Y-Files“ („Return Of The Lovers“, Vocals)
- 2006: Human Resource „Dominator“ DJ Hell Remix (Vocals)
- 2018: Phil Shoenfelt & Bruno Adams „Out Of The Sky - Real World Demos“